# Vefsnfjord
Der Vefsnfjord ist ein Fjord im südlichen Helgeland im norwegischen Fylke Nordland. Der rund 60 Kilometer lange Meeresarm beginnt an der atlantischen Seite bei Tjøtta. Im  Osten mündet die Vefsna in den Fjord. Im Südosten tangiert die Europastraße 6 den Vefsnfjord.
Bei Overtroan überspannt eine Freileitung von 3,3 km Länge den Vetsnfjord.